# Víctor Prada
Víctor Raúl Prada Palma (Lima, 9 de diciembre de 1950) es un actor, productor y director de teatro  peruano, reconocido por su trayectoria artística y haber destacado en series y películas de su país.[cita requerida]

## Biografía
Víctor Raúl Prada Palma nació el 9 de diciembre de 1950 en la capital peruana Lima.[cita requerida] Realizó sus estudios universitarios en la Universidad Nacional Mayor de San Marcos, la cual las abandonó años más tarde para dedicarse definitivo a la actuación, recibiendo talleres en la Escuela Nacional Superior de Arte Dramático.
Comenzó su carrera artística realizando espectáculos de mímicas en las calles de Lima allá por los años 1970. Tiempo después, debuta en la televisión participando junto a Tulio Loza en el programa cómico Camotillo el Tinterillo con su personaje de «Pichiquitón». No fue hasta 1987 cuando se suma al reparto de la serie policial peruana Gamboa, donde interpretó al «Rata» Mungría, un detective encubierto de la PIP y tuvo una breve participación en el show infantil Nubeluz en 1990. En el año 2010, se sumó a la cinta Octubre con su rol de Julián López.[cita requerida]
Tras haber participado en cortos papeles para series de televisión y películas, en 2012 Prada asumió por primera vez el protagónico de la cinta El limpiador de Adrián Saba, interpretando a Eusebio, un señor padre de familia, y recibió la nominación de «Mejor interpretación masculina» por parte de los Premios Platino en 2014 sin conseguir el trofeo. Además, protagonizó al lado de Gonzalo Molina el cortometraje La última función en el año 2015[cita requerida] y antagonizó la miniserie deportiva peruana Goleadores con su personaje del dictador alemán Adolf Hitler allá por 2014. Tuvo una participación especial en la teleserie De vuelta al barrio como Arnaldo Cortés, el dueño de «La Rata Caliente» en el año 2018.
Prada coprotagonizó la obra Los perros de Rocío Tovar en 2017 y dirigió la subobra de teatro ADN, la cual fue parte de la obra Enlaces en 2020. Además, participó en el proyecto actoral Escenas de una ejecución en 2022, la cual fue estrenado en el Teatro Británico y compartió escena al lado de Norma Martínez.[cita requerida] En el año 2016 protagoniza la película peruana El ciego, haciendo el papel de José y recibió el galardón de «Mejor actor» por parte del Festival de Cortometrajes Cortos de Vista. Además, funda su propia productora bajo el nombre de Hierbabuena Films, cuya sinopsis se relaciona con el cine.[cita requerida]
Protagoniza junto a la argentina Marisa Minetti la obra El juguete de la reina en el 2019[cita requerida], coprotagoniza el montaje político peruano Espérame al año siguiente, la cual interpreta a Edwin Huaranga y compartió roles con Carlos Victoria en la obra de teatro Bernardo y Valentín, además de recibir el galardón del Premio El Oficio Crítico en la categoría «Mejor actor en drama virtual» por la trama.

## Filmografía

### Televisión
| Año       | Título                  | Rol                              | Notas                            | Emisión                 | Ref.             |
| --------- | ----------------------- | -------------------------------- | -------------------------------- | ----------------------- | ---------------- |
| 1982      | Camotillo el Tinterillo | «Pichiquichón»                   | Rol coprotagónico y actor cómico | América Televisión      | [cita requerida] |
| 1983-1987 | Gamboa                  | Oficial «Rata» Mungría           | Rol principal                    | Panamericana Televisión | [ 2 ]            |
| 1990      | Nubeluz                 | Sr. Dado                         | Participación especial           | Panamericana Televisión | [ 3 ]            |
| 1998      | Travesuras del corazón  | Doctor Malo                      | Rol de antagonista principal     | Panamericana Televisión | [cita requerida] |
| 2008      | Los del barrio          |                                  | Rol recurrente                   | Frecuencia Latina       | [cita requerida] |
| 2011      | La Perricholi           | Atanacio Ortiz de Foronda        | Rol principal                    | América Televisión      | [cita requerida] |
| 2013      | Los cinéfilos           | Actor de doblaje de Guillermo    | Rol de invitado especial         | YouTube                 | [cita requerida] |
| 2014      | Goleadores              | Adolf Hitler                     | Rol de antagonista principal     | Frecuencia Latina       | [ 5 ]            |
| 2018      | De vuelta al barrio     | Arnaldo Cortés Sanguinetti       | Rol de invitado especial         | América Televisión      | [ 7 ]            |
| 2020      | La entrevista           | Él mismo                         | Entrevistado                     | TV Perú                 | [ 12 ]           |
| 2021      | Los otros libertadores  | Francisco Xavier de Luna Pizarro | Rol principal                    | Latina Televisión       | [cita requerida] |
| 2022      | Maricucha               | Don Édgar                        | Rol recurrente                   | América Televisión      | [cita requerida] |
| 2022      | Yuri y las matemáticas  | Papá Yayo                        | Rol recurrente                   | Canal IPe               | [cita requerida] |
| 2023      | Luz de esperanza        | Profesor Chocano                 | Rol recurrente                   | América Televisión      | [cita requerida] |

### Cine
| Año  | Título                                      | Rol               | Notas             | Ref.             |
| ---- | ------------------------------------------- | ----------------- | ----------------- | ---------------- |
| 2010 | Octubre                                     | Julián Gómez      | Rol principal     | [ 13 ]           |
| 2012 | El limpiador                                | Eusebio           | Rol protagónico   | [ 13 ] [ 14 ]    |
| 2013 | El evangelio de la carne                    | Pascal            | Rol principal     | [cita requerida] |
| 2015 | La última función (Cortometraje)            | Roque             | Rol protagónico   | [cita requerida] |
| 2016 | El ciego (Cortometraje)                     | José              | Rol protagónico   | [ 9 ]            |
| 2017 | El síndrome del corazón roto (Cortometraje) | Doctor            | Rol principal     | [cita requerida] |
| 2017 | Aj Zombies!                                 | Juanito (zombi)   | Rol recurrente    | [cita requerida] |
| 2018 | Septiembre                                  |                   | Rol principal     | [cita requerida] |
| 2018 | Caiga quien caiga                           | Merino            | Rol principal     | [cita requerida] |
| 2020 | Larga distancia                             |                   | Rol principal     | [ 15 ]           |
| 2021 | Un extraño en el funeral                    | Amigo del difunto | Rol coprotagónico | [cita requerida] |

### Teatro
| Año  | Título                          | Rol            | Notas                                     | Ref.             |
| ---- | ------------------------------- | -------------- | ----------------------------------------- | ---------------- |
| 2016 | La multitud                     |                | Rol protagónico                           | [ 16 ]           |
| 2017 | Recuerdos del señor Cárdenas    |                | Rol principal Teatro: Universidad de Lima | [ 17 ]           |
| 2018 | Un enemigo del pueblo           |                | Rol principal                             | [ 18 ]           |
| 2019 | La declaración                  |                | Rol protagónico                           | [cita requerida] |
| 2019 | Respira                         | Padre Simón    | Rol principal                             | [cita requerida] |
| 2019 | El juguete de la reina          |                | Rol protagónico                           | [cita requerida] |
| 2020 | Bernardo y Valentín             | Valentín       | Rol protagónico                           | [ 11 ]           |
| 2020 | Espérame                        | Edwin Huaranga | Rol coprotagónico                         | [ 10 ]           |
| 2020 | Enlaces                         | Él mismo       | Director general                          | [ 2 ]            |
| 2022 | Guayaquil, una historia de amor | Tomás          | Rol principal                             | [ 19 ]           |

## Premios y nominaciones
| Año  | Premios                                   | Categoría                        | Trabajo             | Resultado | Ref.             |
| ---- | ----------------------------------------- | -------------------------------- | ------------------- | --------- | ---------------- |
| 2014 | Premios Platino                           | «Mejor interpretación masculina» | El limpiador        | Nominado  | [ 4 ]            |
| 2016 | Festival de Cortometrajes Cortos de Vista | «Mejor actor»                    | El ciego            | Ganador   | [cita requerida] |
| 2020 | Premios El Oficio Crítico                 | «Mejor actor en escena virtual»  | Bernardo y Valentín | Ganador   | [ 11 ]           |